# Carreteras de Honduras
El sistema de carreteras de Honduras es manejado por la Secretaría de Obras Públicas, Transporte y Vivienda de Honduras (SOPTRAVI), a través de la Dirección General de Carreteras, la cual se encarga de planificar los proyectos de construcción y rehabilitación de las obras viales, del país. Honduras cuenta con más de 15,400 km de carreteras. Hasta el año 1999, solamente 3,126 km se encontraban pavimentadas.
La autopista principal del país, es la que se extiende desde Puerto Cortés en el Caribe hacia San Pedro Sula (CA-13), extendiéndose desde San Pedro Sula hacia Tegucigalpa (CA-5), M.D.C., continuando llegar a Nacaome y Choluteca en el sur del país, por donde también cruza la carretera Panamericana hacia Nicaragua (CA-1).

## Red vial Primaria
Son las carreteras que unen a las principales ciudades del país, tienen una longitud de 3,275 km.

## Red vial Secundaria
Son todas las carreteras que las ciudades principales con los diferentes pueblos, siendo una vía de comunicación entre los 18 departamentos del país. Tiene una longitud de 2,554 km.

## Red vial Vecinal
Son todas las calles que unen a las diferentes aldeas y pueblos con las redes primarias y secundarias. Siendo de importancia para los 298 municipios de Honduras, tiene una longitud de 8,214 km.

## Red vial Terciaria
Son los caminos y carreteras construidas por instituciones privadas como el Fondo Cafetero Nacional, el Instituto Hondureño del Cafe (IHCAFE), El Consejo Hondureño de Desarrollo Forestal (COHDEFOR), el Fondo Hondureño de Inversión Social (FHIS), La Secretaría de Agricultura y Ganadería (SAG), y las municipalidades, algunas empresas privadas y cualquier organismo que no es parte ni del Fondo Vial ni de Soptravi. Tiene una longitud entre 7.000 y 12.000 km. 

## Principales carreteras

### Carretera Panamericana (CA-1)
Es la carretera más larga del mundo. Atraviesa el continente Americano desde Alaska hasta la Patagonia en América del Sur. El sector de Honduras inicia en la frontera El Amatillo (frontera con El Salvador, continuando hacia Nacaome, Jícaro Galán y donde se conecta con la Carretera del Sur, siguiendo camino hacia Choluteca, San Marcos de Colón, y la frontera El Espino (Frontera con Nicaragua).Desde Nacaome, Choluteca y Nicaragua en el sur del país, es donde también se llama la carretera Panamericana hacia Nicaragua (CA-1).

### CA-5
Carretera del Norte - CA-5: Es una carretera pavimentada de 350 km de longitud que conecta a Tegucigalpa con Comayagua, Siguatepeque, El Lago de Yojoa, Potrerillos, Pimienta, Búfalo, Villa Nueva y San Pedro Sula
Carretera del Sur – CA-5: Es una autopista de 100 km de longitud que une a Tegucigalpa con las ciudades de Sabanagrande, Pespire, Jícaro Galán hasta llegar a San Lorenzo en el departamento de Valle.Estas son las carreteras más importantes de Honduras

### CA-13
Carretera CA-13: Es una autopista pavimentada con una longitud de 439 km que conecta a San Pedro Sula con Omoa y Puerto Cortes, el Progreso, Tela, La Ceiba, entre otras ciudades del Atlántico de Honduras. Además Conecta a Puerto Cortés, con Omoa, Cuyamel y Corinto (frontera con Guatemala). 
Carretera La Ceiba-Trujillo: inicia en la ciudad de La Ceiba y se extiende hacia las comunidades de Jutiapa, Balfate y Sabá, Tocoa, Corocito, llegando a la ciudad de Trujillo, finalizando en Puerto Castilla. Tiene una ramificación desde Sabá hacia Olanchito y otra desde Corocito hacia Bonito Oriental.

### Carretera a Olancho
Conecta a Tegucigalpa con Olancho. Tiene una extensión de 250 kilómetros de longitud. Recorre las ciudades de Talanga, Guaimaca, Campamento, Juticalpa, Jutiquile, Santa María del Real y Catacamas.

### Carretera de Oriente
Carretera de Oriente o CA-6: Inicia en la ciudad de Tegucigalpa y Nicaragua. En su recorrido atraviesa el valle de El Zamorano, Jacaleapa, Danlí y El Paraíso hasta llegar a la frontera Las Manos (Frontera con Nicaragua). Además comunica con las comunidades de Güinope, Maraita, Morocelí, Villa de San Francisco,  Yuscarán, Potrerillos y Oropolí.

### Carretera del Occidente
Carretera de Occidente – CA-4: Conecta a San Pedro Sula con la zona occidental y la frontera con Guatemala. Inicia en San Pedro Sula, se extiende hacia el Valle de Quimistán, Santa Bárbara, La Entrada, Copán Ruinas, El Florido, Frontera con Guatemala, Santa Rosa de Copán y Nueva Ocotepeque. Además tiene dos ramificaciones, una hacia la aduana Agua caliente (frontera con Guatemala) y otro hacia la Aduana El Poy (frontera con El Salvador).

### Autopista San Pedro Sula – El Progreso
Conecta a San Pedro Sula con la ciudad de El Progreso. Es una autopista de cuatro carriles que tiene una extensión de 30 km. Inicia en San Pedro Sula, se extiende hacia la ciudad de La Lima, cruza el río Ulúa, recorre el Puente la Democracia y finaliza en la ciudad de El Progreso.

### Carretera El Progreso – Yoro
Es una carretera que recorre al departamento de Yoro, inicia en la ciudad del Progreso, y recorre las comunidades Las Guanchías, Agua Blanca Sur, Santa Rita, El Negrito y Morazán. Tiene una longitud de 128 km.

### Otras carreteras
Carretera CA-4: carretera que une a San Pedro Sula con Aguacaliente frontera con Guatemala en el occidente del Honduras.
Carretera CA-6: carretera que une a Tegucigalpa con la ciudad de Danlí, El Paraíso, continuando hasta Las Manos, frontera con Nicaragua. Además une a la carretera departamental 25 que conecta a Valle de Ángeles y Cantarranas.
Carretera CA-11: carretera de 75km  que conecta con la CA-4 y une La Entrada Copán con Frontera de El Florido ruta hacia Guatemala, en su recorrido pasa por Florida Copán, Aeródromo de Río Amarillo, Santa Rita Copán y Copán Ruinas.